# بارون مخدرات
بارون المخدرات  (بالفرنسية: Baron de la drogue ؛ بالإنجليزية: Drug lord) هو زعيم أو رئيس شبكة إجرامية كبيرة تعمل في تجارة المخدرات أو تهريب المخدرات. تجار المخدرات عادة ما يصعب تتبعهم من قبل العدالة، لأنهم عادة لا يتعاملون بصفة مباشرة بالمخدرات والمواد المادية وكذلك لا يقومون مباشرة بعملياتهم في الوسط الاجتماعي والاقتصادي وخاصة في موضوع الفساد السياسي، إذا تأكيد إجرامية وإدانة بارون مخدرات يأتي بعد تحقيقات بوليسية ضخمة وكبيرة باستعمال عميل إختراق، أو نتيجة إستجواب أحد الأعضاء، وكذلك الحصول على أدلة من قبل الشرطة.

## بارونات مخدرات مشهورة

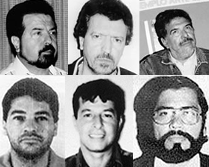
أشهر أعضاء كارتيل كالي.

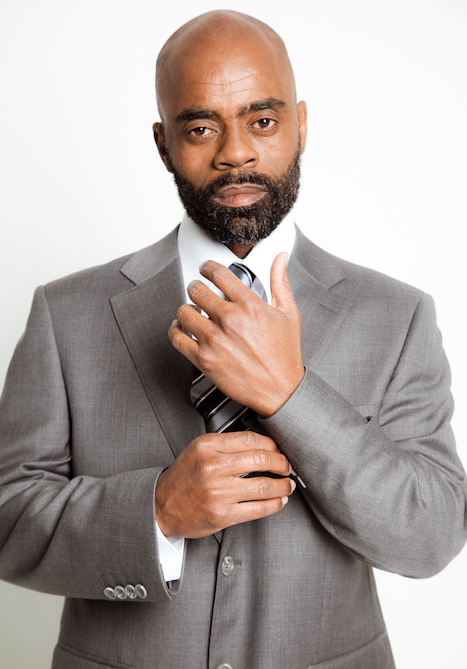
ريكي دونيل روس.

### غريسيلدا بلانكو
غريسيلدا بلانكو أو ملكة الكوكا، تعتبر من أهم تاجري الكوكايين ورائدة في مجالها في الولايات المتحدة في السنوات 1970، وكانت معلمة بابلو إسكوبار.

### بابلو إسكوبار
بابلو إسكوبار هو أكبر وأشهر بارون مخدرات في العالم، حيث أسس خلية إتجار إسمها كارتيل ميديلين، وكانت بذلك أكبر خلية في أمريكا الجنوبية، عندما كان كارتيل ميديلين يعاني من خسائر كبيرة، تم تعويضه بعد بضع سنوات بخلية أخرى وهي كارتيل كالي.
قتل بابلو إسكوبار في 2 ديسمبر 1993م بعد تبادل إطلاق نار بينه وبين الشرطة الكولومبيه بمساعده من إداره مكافحه المخدرات الأمريكيه إدارة مكافحة المخدرات

### جيلبرتو رودريغيز أوريهويلا وخوسيه سانتا كروز لندونو
كارتيل كالي تم تأسيسه سنة 1970 من قبل جيلبرتو رودريغيز أوريهويلا وخوسيه سانتا كروز لندونو، وبدأ منذ ذلك الوقت بمنافسة غريمه كارتيل ميديلين، لكن كارتيل ميديلين كسب شعبية وشهرة دولية لوحشية وشدة عمليات القتل التي يقومون بها، بينما يعتبر قادة كارتيل كالي كشرعيين.

### ريكي دونيل روس
ريكي دونيل روس ويعرف تحت مسمى فريواي ريكي روس (Freeway Ricky Ross)، هو تاجر مخدرات أمريكي، يعرف بإمبراطورية المخدرات التي أسسها في لوس أنجلس في بداية السنوات 1980، وكان يستطيع الفوز بمليوني دولار يوميا. ولد سنة 1960، وسجن في 1996 وتم إطلاق سراحه في 2009.

## مقالات ذات صلة
- علم الجريمة
- جريمة
- مشروع كاسندرا